# 吳亮儀
吳亮儀（1991年6月21日—），台灣政治人物，嘉義縣朴子人，國民黨立法委員溫玉霞女兒，父親為國民黨第六屆立法委員吳松柏，政商世家。紐約大學國際關係碩士畢業，現任立法委員溫玉霞國會辦公室副主任、中華民國嘉義縣婦女會理事長、中國國民黨國際事務部助理主任、財團法人人間文教基金會理事、啟思民本基金會理事。
曾任王育敏嘉義縣縣長候選人競選辦公室發言人、中國國民黨江啟臣主席候選人團隊發言人
2023年末，獲得國民黨提名參選不分區立法委員第15名，成為立委候選人，但未能當選。